# Бутырки (Челябинская область)
Бутырки — деревня в Чебаркульском районе Челябинской области России. Входит в состав Кундравинского сельского поселения.

## География
Деревня находится в центральной части Челябинской области, в лесной зоне, на юго-западном берегу озера Кундравинского, на расстоянии примерно 14 километров (по прямой) к юго-западу от города Чебаркуль, административного центра района. Абсолютная высота — 379 метров над уровнем моря.
Часовой пояс
Деревня Бутырки, как и вся Челябинская область, находится в часовой зоне МСК+2. Смещение применяемого времени относительно UTC составляет +5:00.

## Население
| 2002 | 2010 |
| ---- | ---- |
| 328  | ↗339 |

Гендерный состав
По данным Всероссийской переписи населения 2010 года в гендерной структуре населения мужчины составляли 47,5 %, женщины — соответственно 52,5 %.
Национальный состав
Согласно результатам переписи 2002 года, в национальной структуре населения русские составляли 95 %.

## Улицы
Уличная сеть деревни состоит из трёх улиц и пяти переулков.